# داريو سالينا
داريو سالينا (بالإسبانية: Darío Salina)‏ هو لاعب كرة قدم أرجنتيني في مركز الوسط، ولد في 25 سبتمبر 1995 في San Vicente, Buenos Aires ‏ في الأرجنتين. لعب مع ديفينسوريس دي بيلغرانو.

## وصلات خارجية
- داريو سالينا على موقع قاعدة بيانات كرة القدم.إي يو (الإنجليزية)
- داريو سالينا على موقع Soccerway.com (الإنجليزية)